# Andrzej Olędzki (zm. ok. 1761)
Andrzej Olędzki herbu Rawicz (zm. ok. 1761) – sędzia grodzki,  komisarz miński, chorąży krasnostawski (1731),  kasztelan chełmski (1752–1754),  właściciel  dóbr kamienieckich.
Był synem Macieja Olędzkiego – właściciela nowo założonej wsi  o nazwie Olendy.  Należał do rodu Olędzkich, którzy wówczas posiadali swoje dobra  także na terenie parafii domanowskiej, topiczewskiej i rudzkiej.
Źródła pisane z połowy XVIII wieku wspominają, że właścicielem  dóbr kamienieckich koło Chełma wraz ze wsiami Udalec – (Turka (gmina w województwie lubelskim)), Ignatów, Natalina był Andrzej Olędzki – chorąży krasnostawski.
Jako kasztelan chełmski brał udział w wielu misjach dyplomatycznych z polecenia sejmiku.
Andrzej Olędzki był trzykrotnie żonaty. Po raz pierwszy — z Katarzyną z Wolskich, córki Andrzeja i Marianny Wolskich, którzy ufundowali w Chełmie; klasztor i kościół reformatów, i wspólnie z Wacławem Rzewuskim nowy kościół parafialny pw. Rozesłania Świętych Apostołów.
Andrzej Olędzki miał z pierwszą  żoną synów Franciszka  (ok. 1745-1792), który był  w zakonie Pijarów, i Michała Ignacego Franciszka Olędzkiego (1753-1803) herbu Rawicz, biskupa pomocniczego kijowskiego.
Po raz drugi wziął ślub z Marianną Gumowską – córką Franciszka Gumowskiego – oboźnego polnego koronnego i Doroty Gumowskiej. Trzeci ślub wziął z Konstancją Wereszczyńską h. Korczak.
W 1761 roku dobra Uher odziedziczył Michał Ignacy Franciszek Olędzki biskup pomocniczy kijowski (syn kasztelana chełmskiego Andrzeja Olędzkiego i Katarzyny z Wolskich. Nowy właściciel ufundował murowany dwór oraz dla parafii unickiej w Depułtyczach Ruskich drewnianą cerkiew.